# Юрьевка (Мариинский район)
Ю́рьевка — деревня в Мариинском районе Кемеровской области. Входит в состав Большеантибесского сельского поселения.

## География
Центральная часть населённого пункта расположена на высоте 160 метров над уровнем моря.

## История
Основана в 1910 г. В административном отношении являлись центром Юрьевского сельсовета Мариинского района Томского округа Сибирского края.

## Население
| 2010 |
| ---- |
| 38   |

### Национальный состав
В 1926 году хутора Юрьевские состояли из 63 хозяйств, основное население — эсты.

### Гендерный состав
По данным Всероссийской переписи населения 2010 года из 38 человек 24 мужчины, 14 женщин.

## Инфраструктура
Личное подсобное хозяйство с зоной сельскохозяйственного использования, индивидуальная застройка усадебного типа.

## Достопримечательности
Обелиск воинам-односельчанам, павшим в 1941—1945 гг